# Riverside (Iowa)
Riverside és una ciutat dels Estats Units a l'estat d'Iowa. Segons el cens del 2000 tenia 928 habitants.

## Demografia
Segons el cens del 2000, Riverside tenia 928 habitants, 378 habitatges, i 249 famílies. La densitat de població era de 354,8 habitants/km².
Dels 378 habitatges en un 34,1% hi vivien nens de menys de 18 anys, en un 55,3% hi vivien parelles casades, en un 7,7% dones solteres, i en un 34,1% no eren unitats familiars. En el 30,7% dels habitatges hi vivien persones soles el 10,8% de les quals corresponia a persones de 65 anys o més que vivien soles. El nombre mitjà de persones vivint en cada habitatge era de 2,46 i el nombre mitjà de persones que vivien en cada família era de 3,08.
Per edats la població es repartia de la següent manera: un 27,5% tenia menys de 18 anys, un 8% entre 18 i 24, un 33,7% entre 25 i 44, un 19,5% de 45 a 60 i un 11,3% 65 anys o més.
L'edat mediana era de 35 anys. Per cada 100 dones de 18 o més anys hi havia 91,2 homes.
La renda mediana per habitatge era de 41.080 $ i la renda mediana per família de 52.344 $. Els homes tenien una renda mediana de 30.526 $ mentre que les dones 26.645 $. La renda per capita de la població era de 17.744 $. Entorn de l'1,2% de les famílies i el 2,6% de la població estaven per davall del llindar de pobresa.

## Poblacions més properes
El següent diagrama mostra les poblacions més properes.